# Ленд-О-Лейкс (Вісконсин)
Ленд-О-Лейкс (англ. Land O' Lakes) — місто (англ. town) в США, в окрузі Вілас штату Вісконсин. Населення — 944 особи (2020).

### Клімат
| Клімат : Ленд-О-Лейкс | Клімат : Ленд-О-Лейкс | Клімат : Ленд-О-Лейкс | Клімат : Ленд-О-Лейкс | Клімат : Ленд-О-Лейкс | Клімат : Ленд-О-Лейкс | Клімат : Ленд-О-Лейкс | Клімат : Ленд-О-Лейкс | Клімат : Ленд-О-Лейкс | Клімат : Ленд-О-Лейкс | Клімат : Ленд-О-Лейкс | Клімат : Ленд-О-Лейкс | Клімат : Ленд-О-Лейкс | Клімат : Ленд-О-Лейкс |
| Показник              | Січ.                  | Лют.                  | Бер.                  | Квіт.                 | Трав.                 | Черв.                 | Лип.                  | Серп.                 | Вер.                  | Жовт.                 | Лист.                 | Груд.                 | Рік                   |
| Середній максимум, °C | −7,2                  | −6,7                  | 1,1                   | 9,4                   | 17,8                  | 23,9                  | 25,6                  | 23,3                  | 19,4                  | 12,2                  | 2,8                   | −3,9                  | 10,0                  |
| Середній мінімум, °C  | −20                   | −18,9                 | −13,3                 | −3,9                  | 2,2                   | 8,3                   | 10,6                  | 8,9                   | 5,0                   | 0,6                   | −7,2                  | −14,4                 | −3,3                  |
| Норма опадів, мм      | 36                    | 28                    | 48                    | 64                    | 89                    | 107                   | 114                   | 102                   | 94                    | 76                    | 56                    | 41                    | 853                   |
| --------------------- | --------------------- | --------------------- | --------------------- | --------------------- | --------------------- | --------------------- | --------------------- | --------------------- | --------------------- | --------------------- | --------------------- | --------------------- | --------------------- |
| Джерело: Weatherbase  |                       |                       |                       |                       |                       |                       |                       |                       |                       |                       |                       |                       |                       |

## Демографія
Згідно з переписом 2010 року, у місті мешкала 861 особа в 433 домогосподарствах у складі 244 родин. Було 1426 помешкань
Расовий склад населення:
| - 97,2 % — білих - 1,0 % — корінних американців - 0,2 % — азіатів |

До двох чи більше рас належало 1,5 %. Частка іспаномовних становила 1,2 % від усіх жителів.
За віковим діапазоном населення розподілялося таким чином: 13,5 % — особи молодші 18 років, 57,6 % — особи у віці 18—64 років, 28,9 % — особи у віці 65 років та старші. Медіана віку мешканця становила 54,6 року. На 100 осіб жіночої статі у місті припадало 113,1 чоловіків;  на 100 жінок у віці від 18 років та старших — 107,5 чоловіків також старших 18 років.
Середній дохід на одне домашнє господарство  становив 59 591 долар США (медіана — 43 939), а середній дохід на одну сім'ю — 75 088 доларів (медіана — 53 500). Медіана доходів становила 44 688 доларів для чоловіків та 33 929 доларів для жінок. За межею бідності перебувало 5,7 % осіб, у тому числі 2,9 % дітей у віці до 18 років та 5,7 % осіб у віці 65 років та старших.
Цивільне працевлаштоване населення становило 308 осіб. Основні галузі зайнятості: освіта, охорона здоров'я та соціальна допомога — 21,8 %, мистецтво, розваги та відпочинок — 16,2 %, будівництво — 14,6 %.